# 1-800-273-8255
《1-800-273-8255》是美国嘻哈歌手Logic的单曲。2017年4月28日，这首歌曲由Visionary音乐集团和Def Jam唱片公司发行，是Logic第三张录音室专辑《Everybody》的第三首单曲。歌曲的名称是全国自杀预防热线的电话号码。由Logic和6ix制作，并由创作歌手艾莉西亚·卡拉和哈立德伴唱。

## 背景
在《Genius》的采访中，Logic表示：

我的第一灵感是，从想要自杀的人的角度去描述，他们在自杀前拨打了（全国自杀预防）热线。他们想自杀。他们想结束自己的生命。我踏上从加利福尼亚州洛杉矶市出发的旅游巴士，来到纽约，参加粉丝见面会，前往粉丝的家中共进午餐，和他们出去玩，在我的专辑发行之前播放给他们听。他们和其他的人都只是一些我随机遇到的粉丝，他们会对我说：“你的音乐挽回了我的生命。你拯救了我。”我则会回答道：“噢，你太好了。谢谢。”并给他们一个拥抱之类的，但我的脑子里想的却是：“什么？”他们在手臂上纹下那些拯救他们的歌词，我想的却是：“我没有想要拯救任何人的生命啊。”然后我体内歌手的能量唤醒了我。我并没有想要拯救你们的生命。但如果现在我真的想要这么做，会发生什么呢？

## 音乐录影带
2017年8月17日，歌曲的音乐录影带首次在Youtube中Logic的Vevo频道公开。音乐录影带由安迪·海恩斯担任导演。影片中，一位年轻人因为尝试去接受自己的性取向而备受挣扎。影片由科伊·斯图尔特、诺兰·古尔德、唐·钱德尔、路易斯·古兹曼和马修·莫汀友情客串。

## 影响
根据全国自杀预防热线，在单曲发行后的三周，打入热线的电话增加27%，一个月内网站访问量由300000提升至400000。
热线的联络主管弗朗西丝·冈萨雷斯报告称，在2017年MTV音乐录影带大奖后，打入热线的电话有50%的增长。报告将增长归功于大奖中Logic、卡拉、Khalid的演出以及负责介绍表演者的Kesha的演讲。
1-800-273-8255在Billboard Hot 100上排名第三之后，乔伊纳·卢卡斯（Joyner Lucas）辩称该曲目的名称是为了直接竞争他的508-507-2209。